# Chongnyon Jonwi
Chongnyon Jonwi (em coreano: 청년전위; lit.  "Vanguarda da Juventude") é um jornal diário publicado na Coreia do Norte. Ele serve como o órgão oficial do Comitê Central da Liga da Juventude Patriótica Socialista, a principal organização juvenil do país. Sua relevância no cenário da mídia norte-coreana é significativa, sendo considerado um dos três jornais mais importantes do país, ao lado do Rodong Sinmun (órgão do Partido dos Trabalhadores da Coreia) e do Joson Inmingun (órgão do Exército Popular da Coreia). O conteúdo regular do jornal consiste predominantemente em comentários sobre os artigos do Rodong Sinmun, mas apresentados sob uma perspectiva juvenil. Atualmente, o editor-chefe do Chongnyon Jonwi é Choe Sun-chol.

## História
O jornal foi publicado pela primeira vez em 17 de janeiro de 1946. Inicialmente, era publicado sob o título Chongnyon ('Juventude'). Foi renomeado Minju Chongnyon por ocasião do Segundo Congresso da Liga da Juventude Democrática da Coreia do Norte, em setembro de 1946. Recebeu o nome Rodong Chongnyon ('Juventude Trabalhadora') quando a Liga da Juventude Democrática da Coreia foi reorganizada na Liga da Juventude Trabalhadora Socialista da Coreia, em maio de 1964. O nome atual, Chongnyon Jonwi, foi adotado quando a liga da juventude se tornou a Liga da Juventude Socialista Kim Il Sung, em janeiro de 1996. A liga foi renomeada para Liga da Juventude Patriótica Socialista em seu Décimo Congresso, realizado em 27 e 28 de abril de 2021.
O Chongnyon Jonwi recebeu a Ordem da Bandeira Nacional, Primeira Classe, por ter sido publicado durante a Guerra da Coreia sem perder uma única edição. A edição número 20.000 foi comemorada em 6 de fevereiro de 2017.

## Conteúdo
O Chongnyon Jonwi é um jornal diário de circulação nacional. É o órgão do Comitê Central da Liga da Juventude Patriótica Socialista. Publica relatos de viagem, memórias, ensaios e outros tipos de artigos. Sua missão é incutir a ideologia Juche e a lealdade ao Partido dos Trabalhadores da Coreia (PTC) e aos líderes da Coreia do Norte na juventude do país. A maioria dos artigos são comentários sobre artigos do Rodong Sinmun sob a perspectiva dos jovens.
O jornal é particularmente conhecido por ser um dos três jornais que costumavam publicar discursos de Ano Novo em conjunto sob o governo de Kim Jong-il, que rompeu com a tradição de proferi-los ao vivo. O primeiro editorial desse tipo foi em 1995 e o último em 2012. Os outros dois jornais são o Rodong Sinmun, órgão do PTC, e o Joson Inmingun, jornal do Exército Popular da Coreia (EPC). Como o PTC, o EPC e a liga juvenil são as três organizações mais importantes do país, seus jornais são os três mais influentes, embora, de acordo com Fyodor Tertitskiy do NK News: "objetivamente falando, o Chongnyon Chonwi não é tão significativo quanto as outras duas publicações".